# Danyon Loader
Danyon Joseph Loader (Timaru, 21 april 1975) is een voormalig zwemmer uit Nieuw-Zeeland. Hij won drie medailles op de Olympische Zomerspelen. In 1992 won hij een zilveren medaille voor de 200m vlinderslag en in 1996 won hij de 200 en 400m vrije slag. In 2002 kwam hij in de International Swimming Hall of Fame.
Loader neemt nu deel aan programma's voor jeugdopleidingen.

## Internationale erelijst

### Wereldkampioenschappen
- 1994:  200m vlinderslag
- 1994:  200m vrije slag
- 1994:  400m vrije slag

### Olympische Zomerspelen
- 1992:  200m vlinderslag
- 1996:  200m vrije slag
- 1996:  400m vrije slag

### Gemenebestspelen
- 1994:  200m vlinderslag
- 1994:  400m vrije slag
- 1994:  4x100m vrije slag
- 1994:  4x200m vrije slag
- 1994:  200m vrije slag

1900: Frederick Lane ·
1968: Mike Wenden ·
1972: Mark Spitz ·
1976: Bruce Furniss ·
1980: Sergej Kopljakov ·
1984: Michael Groß ·
1988: Duncan Armstrong ·
1992: Jevgeni Sadovy ·
1996: Danyon Loader ·
2000: Pieter van den Hoogenband ·
2004: Ian Thorpe ·
2008: Michael Phelps ·
2012: Yannick Agnel ·
2016: Sun Yang  ·
2020: Thomas Dean ·
2024: David Popovici
1908: Henry Taylor ·
1912: George Hodgson ·
1920: Norman Ross ·
1924: Johnny Weissmuller ·
1928: Alberto Zorrilla ·
1932: Buster Crabbe ·
1936: Jack Medica ·
1948: William Smith ·
1952: Jean Boiteux ·
1956: Murray Rose ·
1960: Murray Rose ·
1964: Don Schollander ·
1968: Mike Burton ·
1972: Brad Cooper ·
1976: Brian Goodell ·
1980: Vladimir Salnikov ·
1984: George DiCarlo ·
1988: Uwe Daßler ·
1992: Jevgeni Sadovy ·
1996: Danyon Loader ·
2000: Ian Thorpe ·
2004: Ian Thorpe ·
2008: Park Tae-hwan ·
2012: Sun Yang ·
2016: Mack Horton ·
2020: Ahmed Hafnaoui ·
2024: Lukas Märtens